# Azerailles
Ne doit pas être confondu avec Ozerailles.
Azerailles est une commune française située dans le département de Meurthe-et-Moselle en région Grand Est, à proximité de Baccarat.

## Géographie

### Localisation
Le territoire de la commune est limitrophe de 6 communes. La Meurthe, le ruisseau du Bourupt, le ruisseau le Flacourt traversent la commune. Azerailles est entourée par la forêt domaniale des Hauts-Bois.

#### Communes limitrophes
|      | Hablainville | Brouville |
| Flin | Azerailles   | Gélacourt |
|      | Glonville    | Baccarat  |

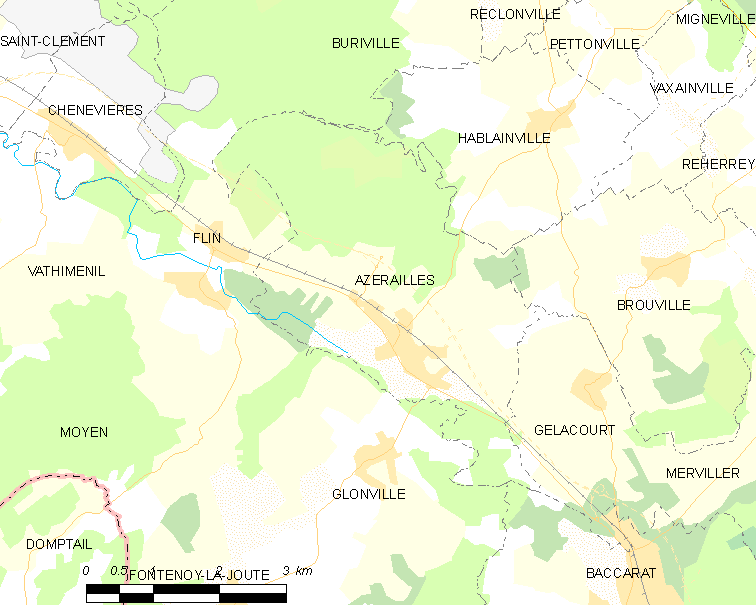
Carte de la commune.
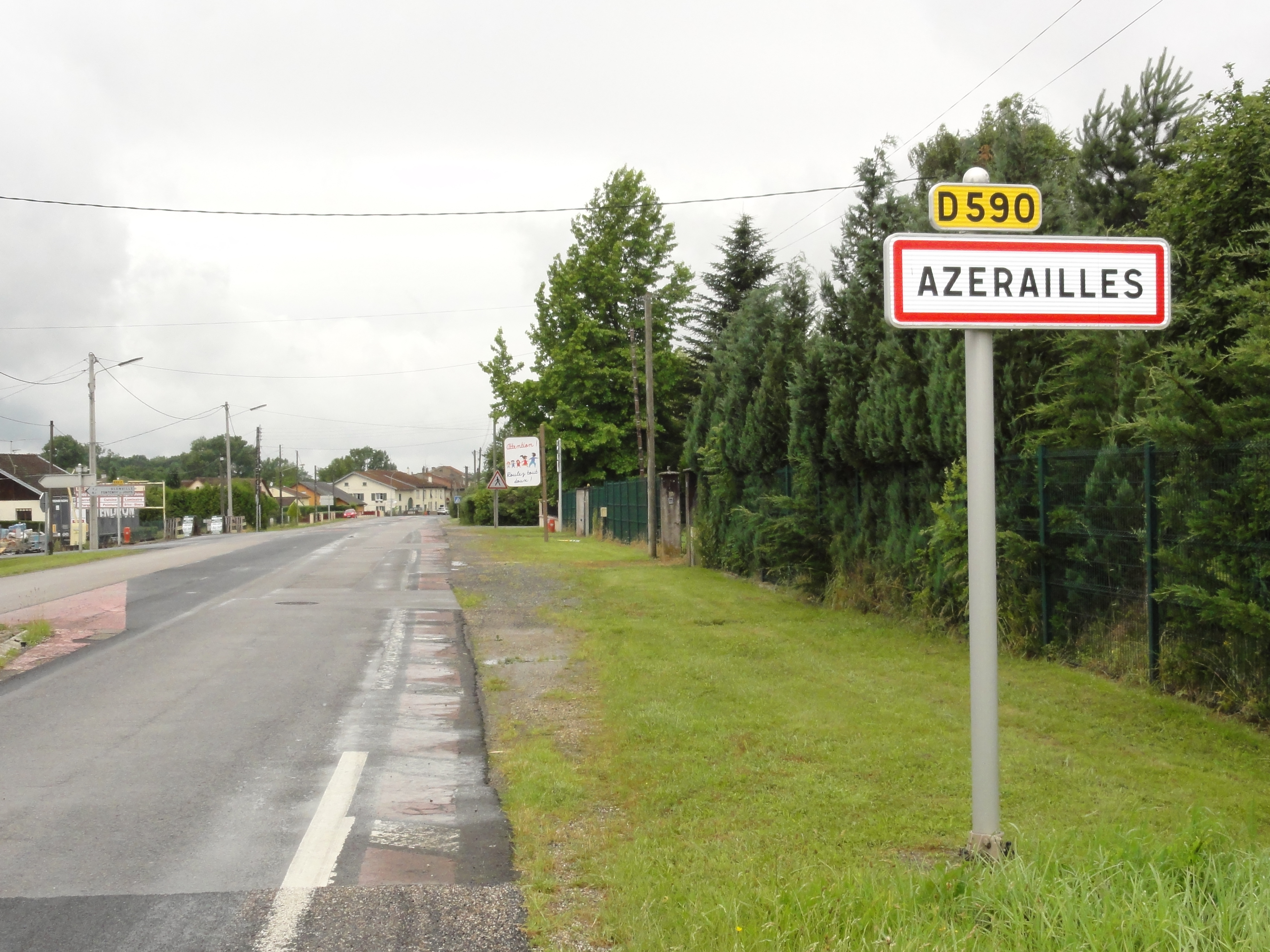
Entrée d'Azerailles.
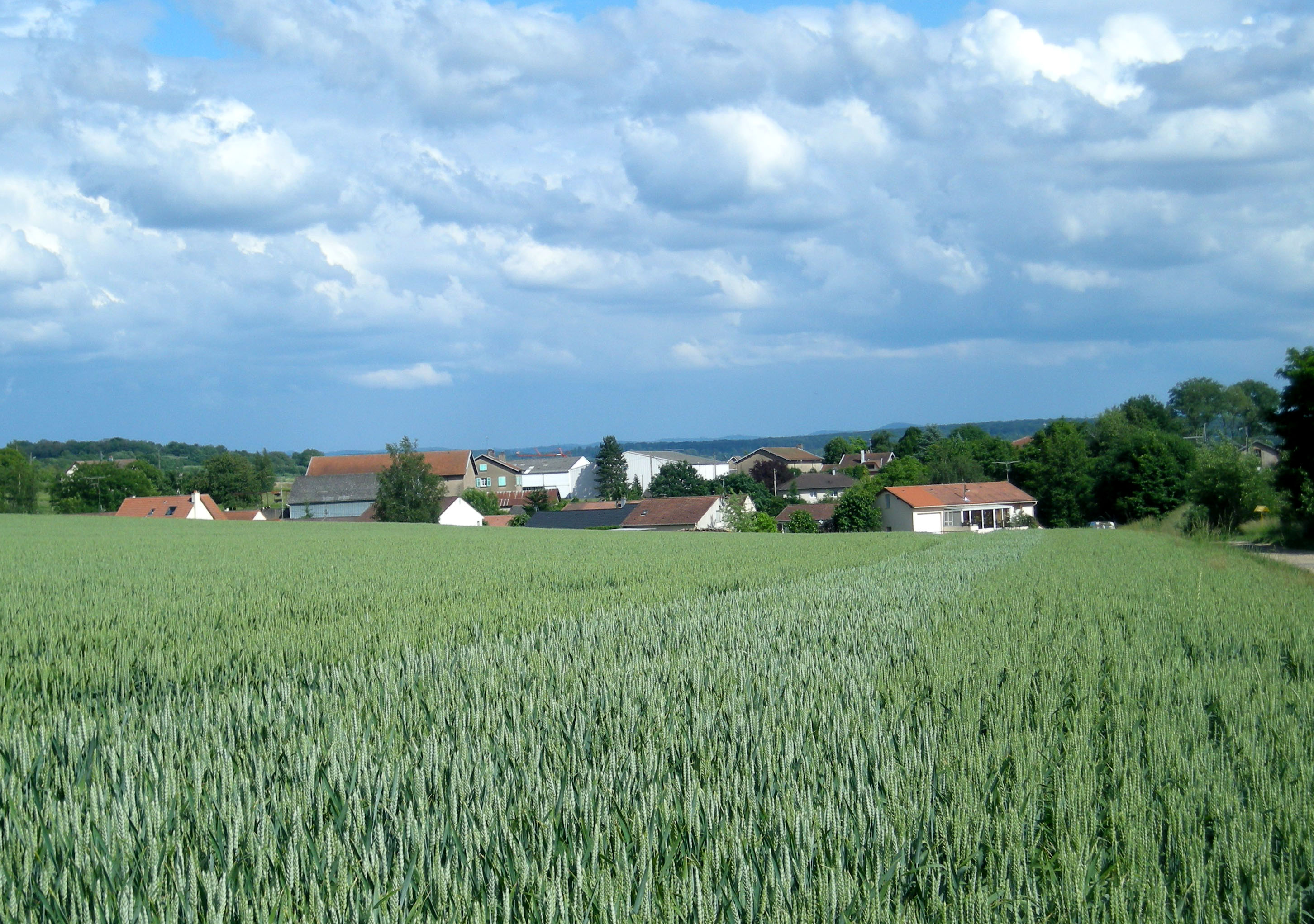
Champs de blé et quartiers neufs.
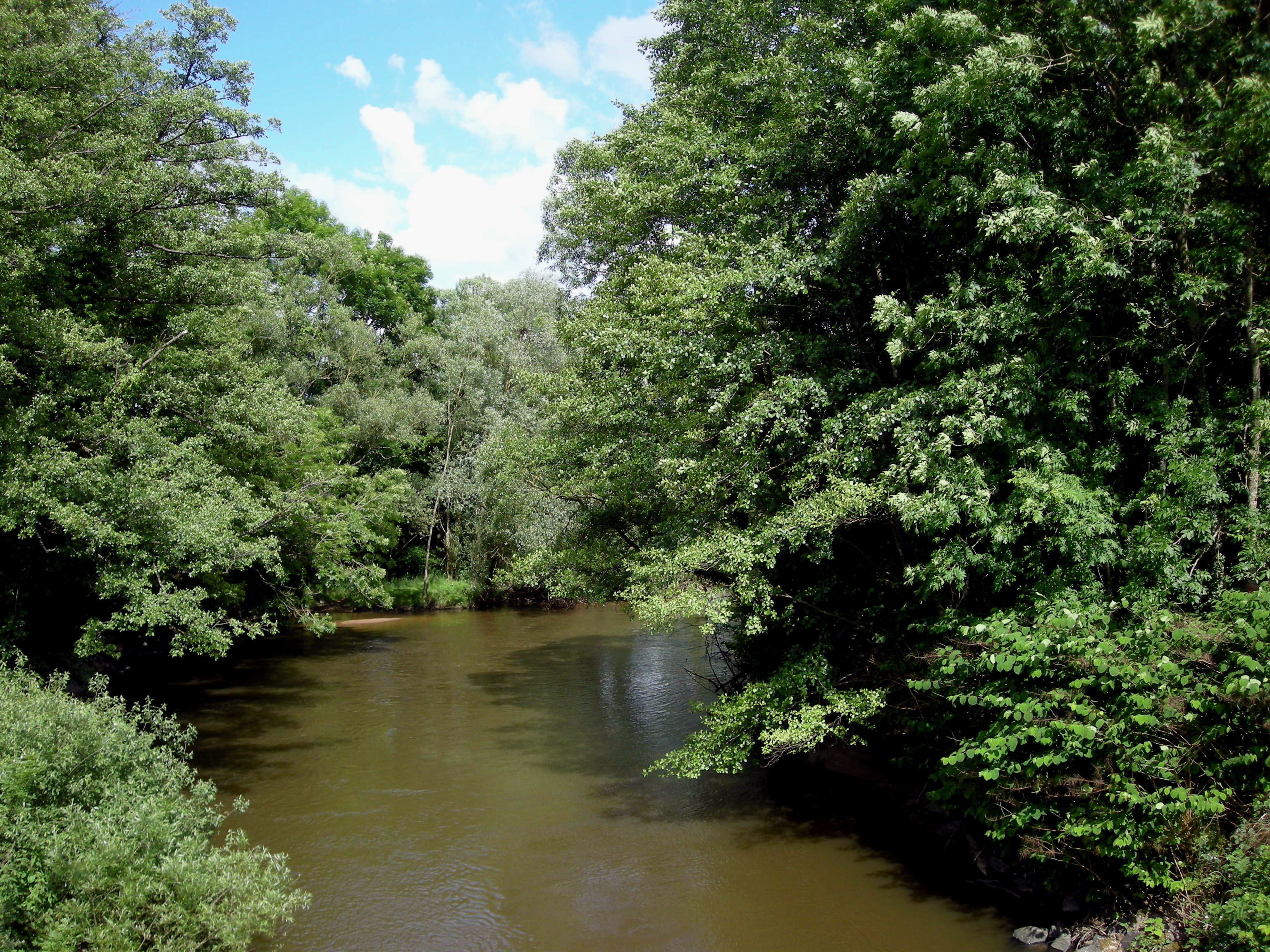
La Meurthe à Azerailles.

### Voies de communication et transports

#### Voies de communication

##### Route
Le village était traversé par la route nationale 59 (RN 59) qui relie Moncel-lès-Lunéville à Sélestat jusqu'à la mise en service de la voie express le 16 novembre 2010.

##### Ferroviaire
La commune est desservie par la gare d'Azerailles de la ligne de Lunéville à Saint-Dié.

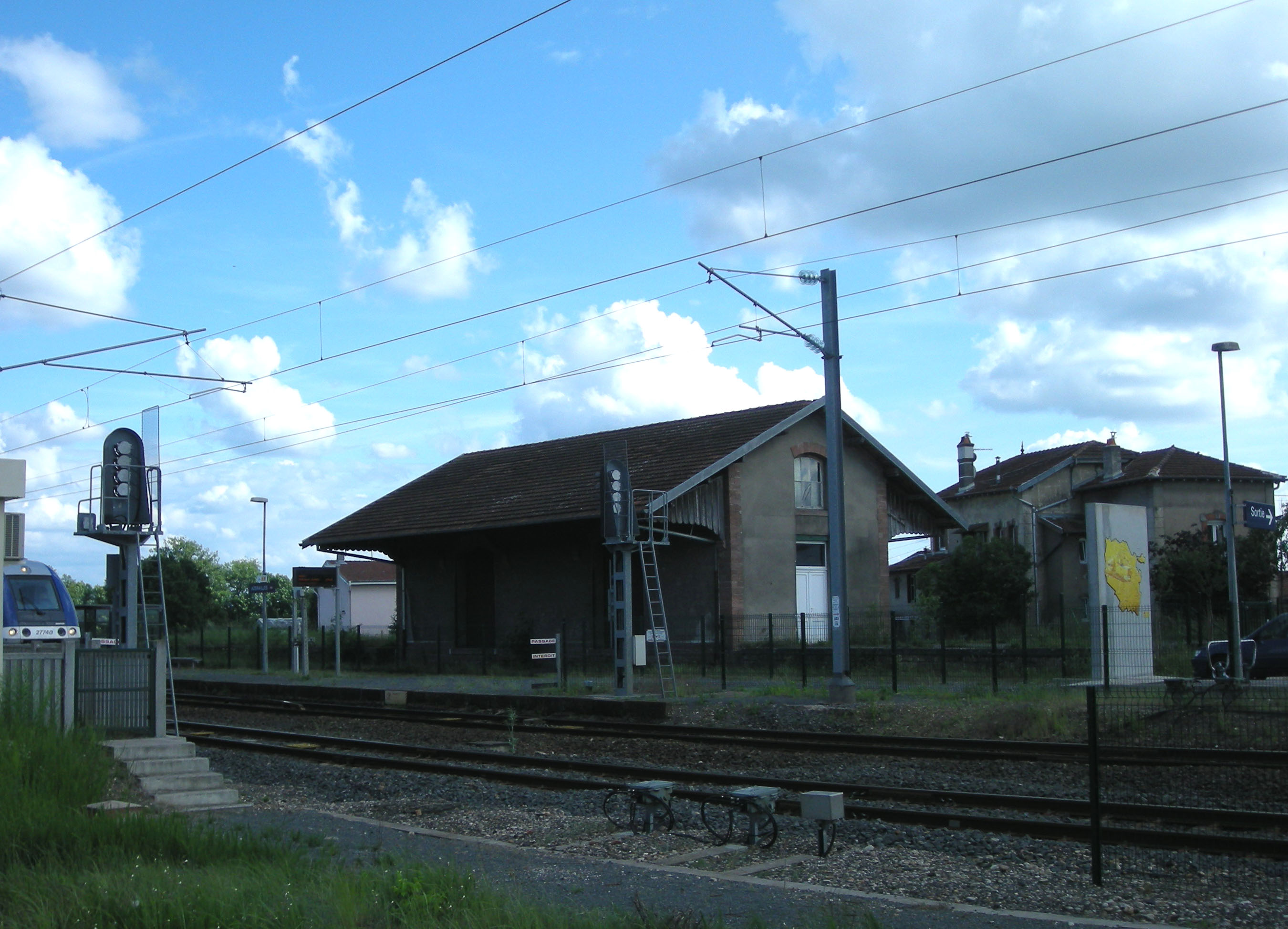
Gare.
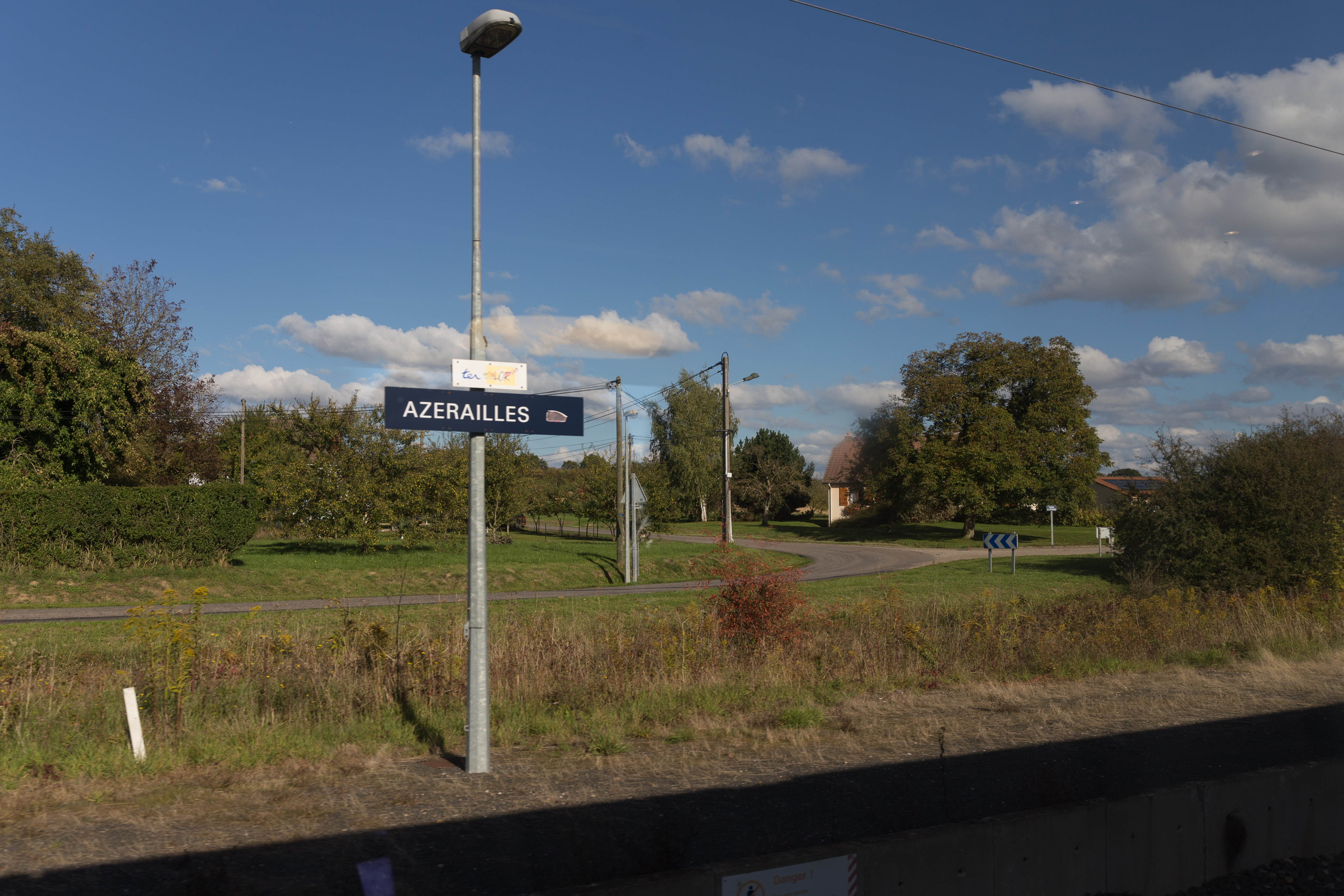

#### Transports

##### Bus
La commune est reliée par le réseau TED pour accéder aux différents services des villes les plus proches.

### Hydrographie
La commune est dans le bassin versant du Rhin au sein du bassin Rhin-Meuse. Elle est drainée par la Meurthe, le ruisseau de Lenchey, le ruisseau des Templiers, le ruisseau le Bouxerul, le ruisseau le Flacourt, le ruisseau le Mazurot, le ruisseau le Patra et le ruisseau le Xarupt,.
La Meurthe, d'une longueur de 161 km, prend sa source dans la commune du Valtin et se jette  dans la Moselle à Pompey, après avoir traversé 53 communes.

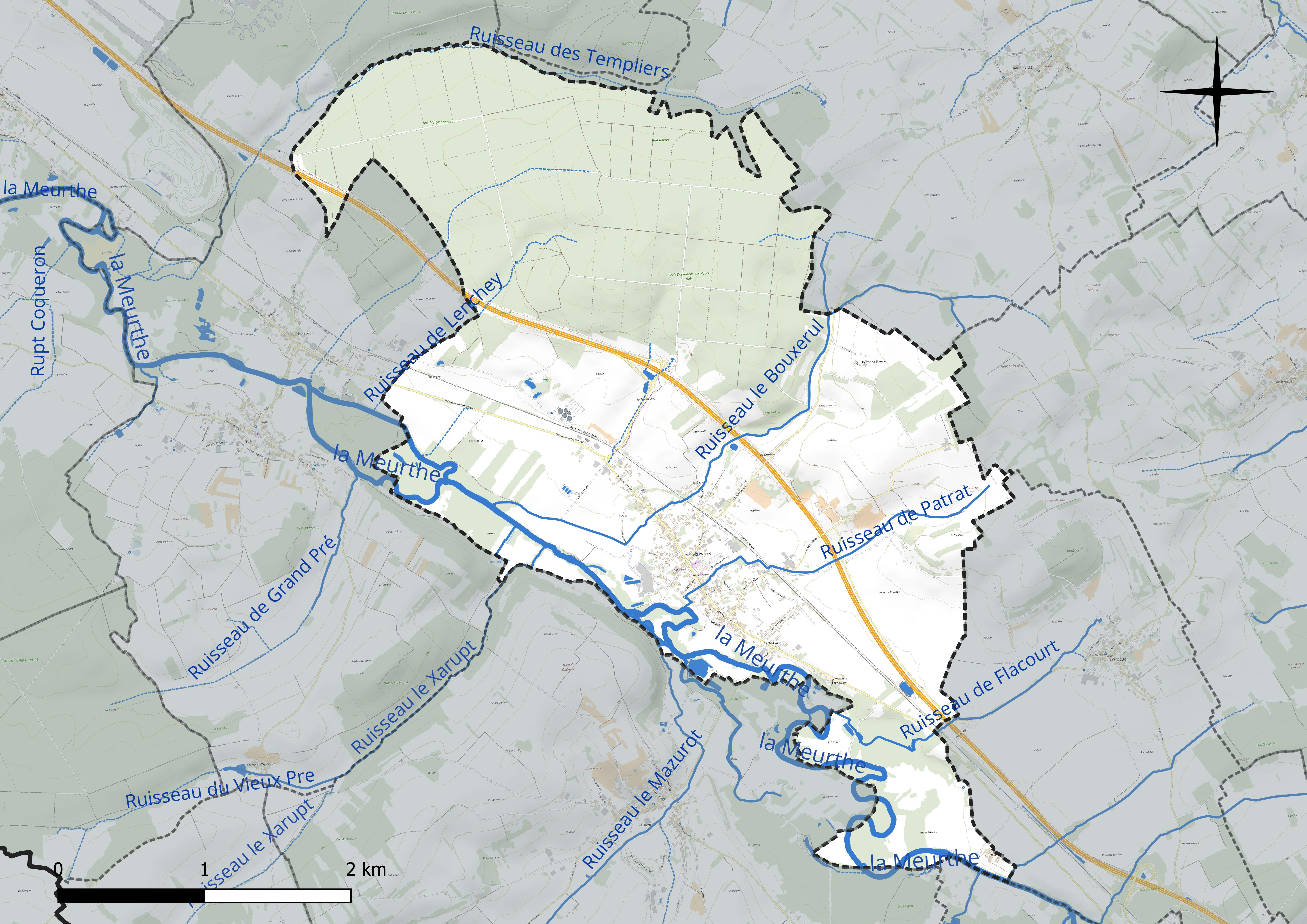
Réseau hydrographique d'Azerailles.

### Climat
Pour des articles plus généraux, voir Climat du Grand Est et Climat de Meurthe-et-Moselle.
En 2010, le climat de la commune est de type climat des marges montargnardes, selon une étude du Centre national de la recherche scientifique s'appuyant sur une série de données couvrant la période 1971-2000. En 2020, Météo-France publie une typologie des climats de la France métropolitaine dans laquelle la commune est exposée à un climat semi-continental et est dans la région climatique Vosges, caractérisée par une pluviométrie très élevée (1 500 à 2 000 mm/an) en toutes saisons et un hiver rude (moins de 1 °C).
Pour la période 1971-2000, la température annuelle moyenne est de 9,7 °C, avec une amplitude thermique annuelle de 16,9 °C. Le cumul annuel moyen de précipitations est de 971 mm, avec 11,9 jours de précipitations en janvier et 10 jours en juillet. Pour la période 1991-2020, la température moyenne annuelle observée sur la station météorologique de Météo-France la plus proche, « St Maurice », sur la commune de Saint-Maurice-aux-Forges à 12 km à vol d'oiseau, est de 10,5 °C et le cumul annuel moyen de précipitations est de 837,4 mm. 
La température maximale relevée sur cette station est de 39,2 °C, atteinte le 25 juillet 2019 ; la température minimale est de −19,9 °C, atteinte le 1er mars 2005,,.
Les paramètres climatiques de la commune ont été estimés pour le milieu du siècle (2041-2070) selon différents scénarios d'émission de gaz à effet de serre à partir des nouvelles projections climatiques de référence DRIAS-2020. Ils sont consultables sur un site dédié publié par Météo-France en novembre 2022.

## Urbanisme

### Typologie
Au 1er janvier 2024, Azerailles est catégorisée commune rurale à habitat dispersé, selon la nouvelle grille communale de densité à sept niveaux définie par l'Insee en 2022.
Elle est située hors unité urbaine et hors attraction des villes,.

### Occupation des sols
L'occupation des sols de la commune, telle qu'elle ressort de la base de données européenne d’occupation biophysique des sols Corine Land Cover (CLC), est marquée par l'importance des forêts et milieux semi-naturels (48,7 % en 2018), en diminution par rapport à 1990 (52,1 %). La répartition détaillée en 2018 est la suivante : forêts (48,7 %), terres arables (32,3 %), zones agricoles hétérogènes (10,2 %), zones urbanisées (6 %), prairies (2,8 %). L'évolution de l’occupation des sols de la commune et de ses infrastructures peut être observée sur les différentes représentations cartographiques du territoire : la carte de Cassini (XVIIIe siècle), la carte d'état-major (1820-1866) et les cartes ou photos aériennes de l'IGN pour la période actuelle (1950 à aujourd'hui).

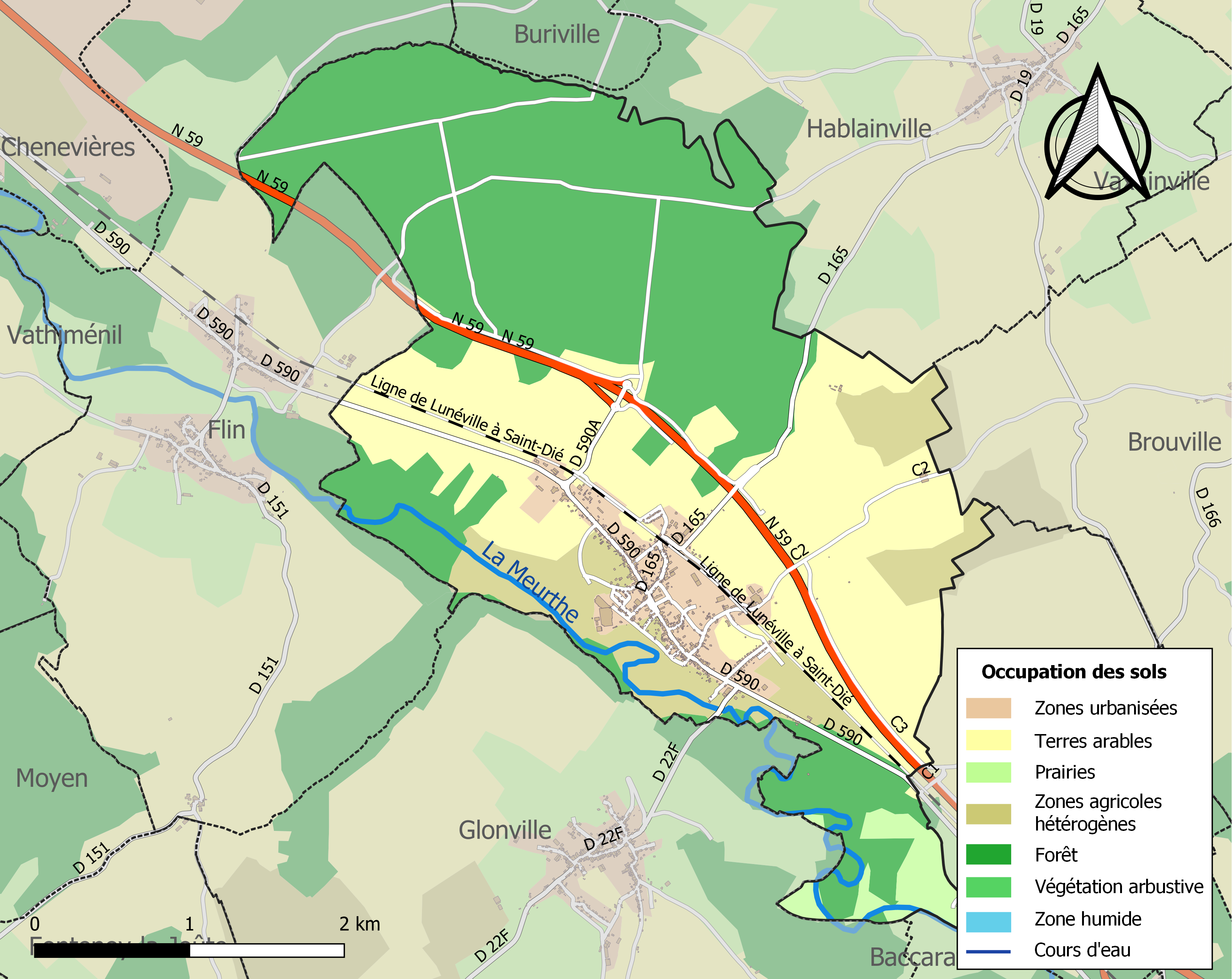
Carte des infrastructures et de l'occupation des sols de la commune en 2018 (CLC).

## Toponymie
Le nom de la localité est attesté sous les formes Parochia Acervallensis ; Acera vallensis (Xe siècle) ; Aiserable (1164) ; Ayserable (1175) ; Azeraule (1186) ; Auzeralle (1248) ; Aseraule (1279) ; Aizerable (1280) ; Aizeraule (1290) ; Yseravle (1290) ; Airzeraulle et Azeralle (1295) ; Aseraula (XIIIe siècle) ; Aeseraule (1296) ; Aziraule (1313) ; Axeraille (1313) ; Exeraille (1315) ; Ezerauble (XIVe siècle) ; Aizeraille (1327) ; Exeraule (1346) ; Eyziraille (1373) ; Azeraulles (1390) ; Azeraulle et Azeralle (1420) ; Axeralle (1424) ; Azeralles (1427) ; Uzeralle (1428) ; Ayzeraulle (1505) ; Aizerailles (1506) ; Aizerrailles (1523) ; Aizeralle (1533) ; Aixeraille (1601) ; Ezerail (1698). 
Les premières attestations du Xe siècle sont vraisemblablement des interprétations latines d'un scribe pour un nom énigmatique pouvant être issues de l'adjectif féminin oïl aigre « marneuse » ou « maigre, sèche » , ou « infertile , escarpée » et val « vallée ». À partir du XIIe siècle apparaissent les formes qui correspondent davantage à la forme  que nous connaissons aujourd'hui, de l'oïl aysserable, représentant le latin acerabelus, « érable » qui semblent subir l'influence du latin auserium « osier » suffixé en -alia. Ozerailles à des formes anciennes comparables.

## Histoire

### XVIIIesiècle
Un haut fourneau est établi en 1765 pour Jean Closse, exploitant d'une forge située à 1 200 mètres en aval. Il pourvoyait à l'alimentation en fonte de cet établissement à partir de minerai extrait dans les environs. Désaffecté avant 1822, le bâtiment qui l'abritait existait encore en 1876, moment où il fit l'objet d'un projet de transformation en fabrique de machines agricoles.

### XIXesiècle
À l'occasion des travaux de la voie ferrée entre Flin et Azerailles au XIXe siècle, des silex taillés, des poteries à la main et trois fragments d'obsidienne, un nucléus et deux lames ont été trouvés. En 1877 on a découvert à Azerailles un squelette humain, ainsi que des fragments de poterie, un caillou « de fronde » poli et une hachette en silex calcédonieux.

### XXesiècle
La localité a été sévèrement touchée pendant les deux guerres mondiales, puis reconstruite à partir des années 1950 dont datent bon nombre de bâtiments.

### XXIesiècle
Le 2 septembre 2017, lors d'une fête dans la campagne d'Azerailles, la foudre frappe simultanément une vingtaine de personnes, les fulgurés d'Azerailles. Quatorze sont hospitalisées, mais toutes survivent, donnant l'impression d'un prodige miraculeux. Souvent gravement choqués, ces fulgurés installent une forme de communauté entre eux. Leurs cas intéressent les spécialistes de la kéraunopathologie, scientifiques étudiant les dommages que la foudre cause sur le corps humain. Leur histoire, par ses aspects humains et heureux, intéresse également les médias,,,. Cet épisode a inspiré le téléfilm La Fulgurée diffusé sur France3 en mai 2024. Parmi eux, l'institutrice Raphaëlle Manceau voit plusieurs de ses capacités cérébrales fortement augmentées.

## Politique et administration
| Période                                  | Période  | Identité                                           | Étiquette | Qualité           |
| ---------------------------------------- | -------- | -------------------------------------------------- | --------- | ----------------- |
| Les données manquantes sont à compléter. |          |                                                    |           |                   |
| mars 2001                                | En cours | Rose-Marie Falque, Réélue pour le mandat 2020-2026 |           | Ancienne employée |

## Population et société

### Démographie
Les habitants sont nommés les Acervalliens.

L'évolution du nombre d'habitants est connue à travers les recensements de la population effectués dans la commune depuis 1793. Pour les communes de moins de 10 000 habitants, une enquête de recensement portant sur toute la population est réalisée tous les cinq ans, les populations de référence des années intermédiaires étant quant à elles estimées par interpolation ou extrapolation. Pour la commune, le premier recensement exhaustif entrant dans le cadre du nouveau dispositif a été réalisé en 2008.

En 2022, la commune comptait 770 habitants, en évolution de −1,53 % par rapport à 2016 (Meurthe-et-Moselle : −0,13 %, France hors Mayotte : +2,11 %).
| 1793 | 1800 | 1806 | 1821 | 1831 | 1836 | 1841 | 1846 | 1851 |
| ---- | ---- | ---- | ---- | ---- | ---- | ---- | ---- | ---- |
| 626  | 820  | 823  | 820  | 820  | 763  | 793  | 841  | 827  |

| 1856 | 1861 | 1872 | 1876 | 1881 | 1886 | 1891 | 1896 | 1901 |
| ---- | ---- | ---- | ---- | ---- | ---- | ---- | ---- | ---- |
| 786  | 742  | 707  | 725  | 705  | 724  | 711  | 681  | 717  |

| 1906 | 1911 | 1921 | 1926 | 1931 | 1936 | 1946 | 1954 | 1962 |
| ---- | ---- | ---- | ---- | ---- | ---- | ---- | ---- | ---- |
| 735  | 766  | 731  | 696  | 685  | 681  | 573  | 630  | 832  |

| 1968 | 1975 | 1982 | 1990 | 1999 | 2006 | 2008 | 2013 | 2018 |
| ---- | ---- | ---- | ---- | ---- | ---- | ---- | ---- | ---- |
| 846  | 844  | 798  | 792  | 819  | 833  | 838  | 800  | 760  |

| 2022 | - | - | - | - | - | - | - | - |
| ---- | - | - | - | - | - | - | - | - |
| 770  | - | - | - | - | - | - | - | - |

### Manifestations culturelles et festivités

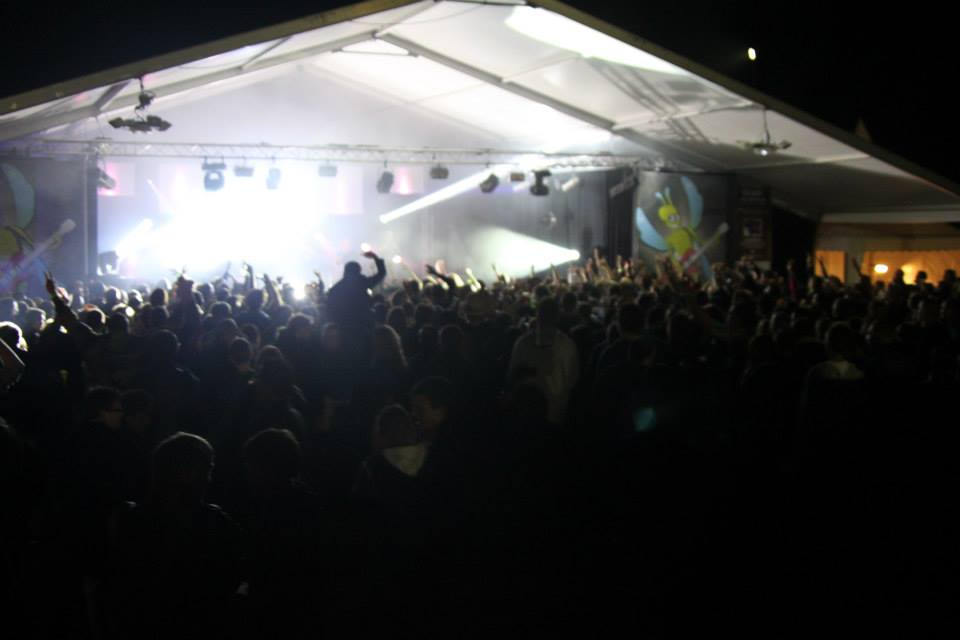
Le vieux Canal.

Le Festival Le Vieux Canal est un festival de musiques actuelles. Créé en 2011 sous l'impulsion de 4 jeunes du village et porté par la MJC d'Azerailles, le festival a réussi à se développer au fur et à mesure des éditions.

## Économie

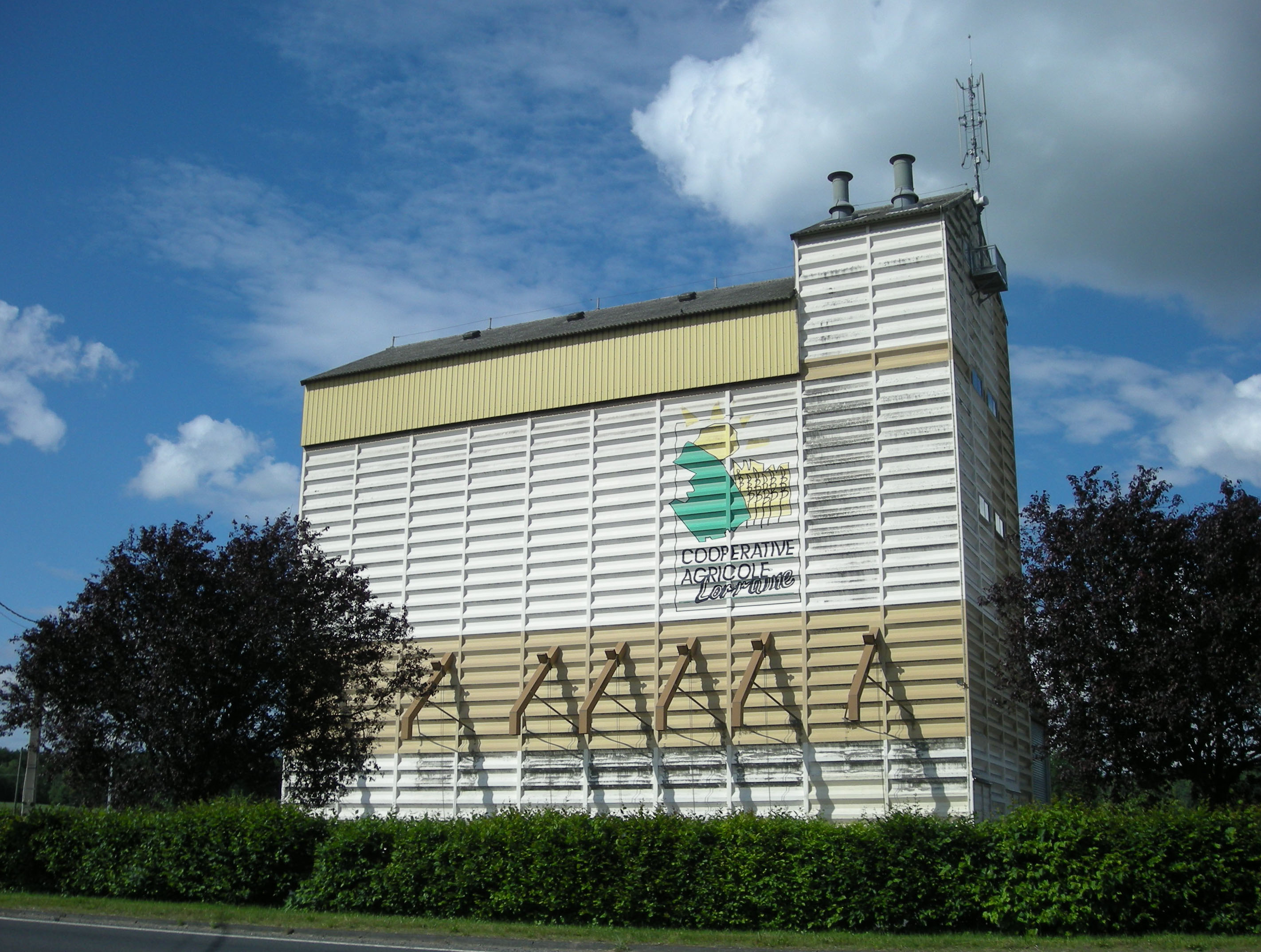
Coopérative Agricole Lorraine.

Les activités locales sont principalement liées à l'agriculture (céréales, polyculture) et à l'élevage.
Elle abrite une entreprise de transport routier de marchandises crée par M. Michel dont est issu le groupe Transalliance.
La commune est desservie par le réseau TED.
Créée par l'ingénieur et constructeur d'avions René Leduc, l'entreprise Hydro Leduc, aujourd'hui installée à Azerailles, est spécialisée dans les composants et solutions hydromécaniques.

## Culture locale et patrimoine

### Lieux et monuments
- L'Église Saint-Laurent construite par Jean Bourgon en 1954, les éléments de décoration sont de Pierre Jacquot[32]. Ce monument est labelisé Architecture contemporaine remarquable.
- Le monument aux morts.
- La plaque commémorative de Maurice Jaubert.

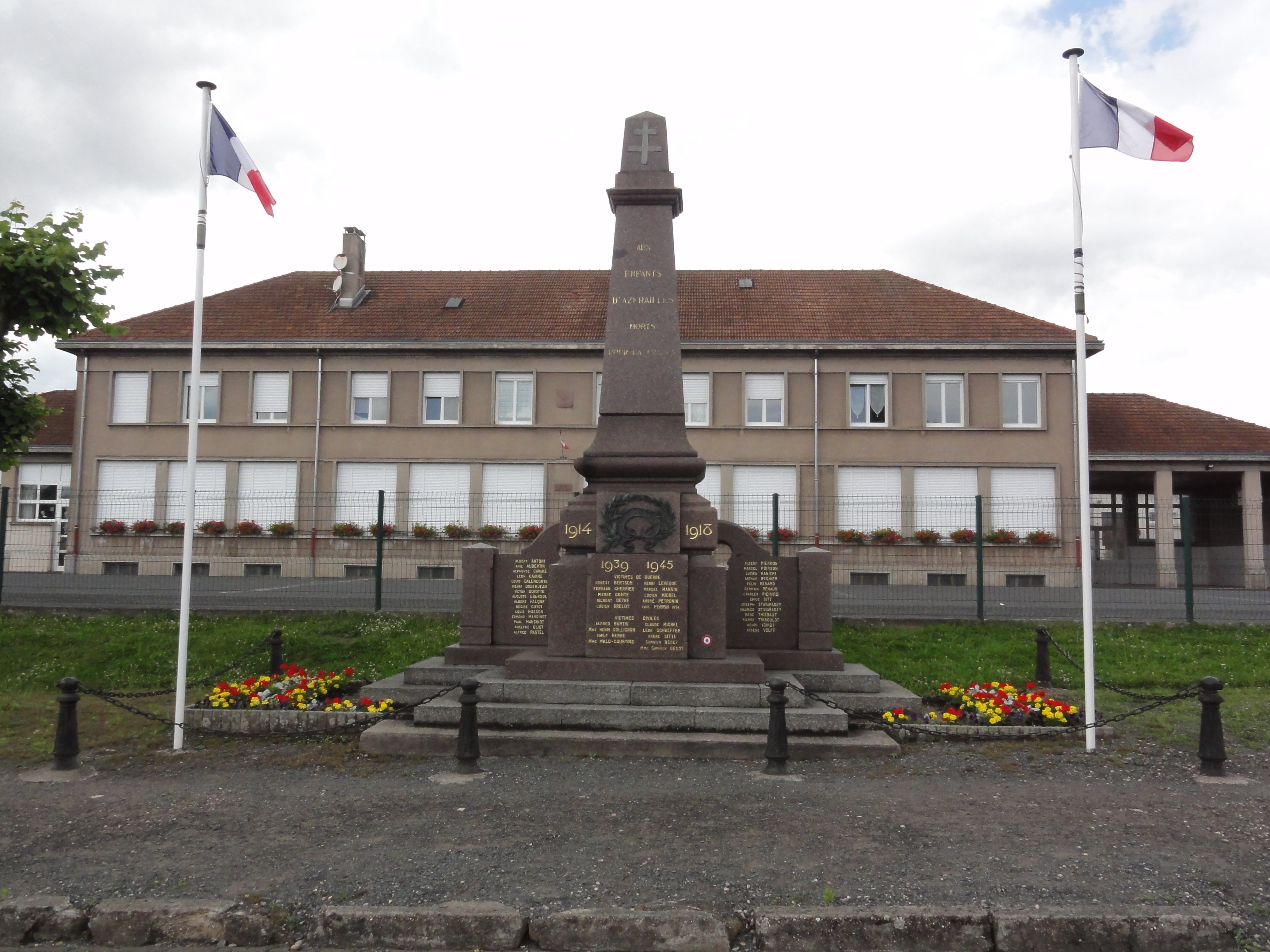
Le monument aux morts devant l'école.
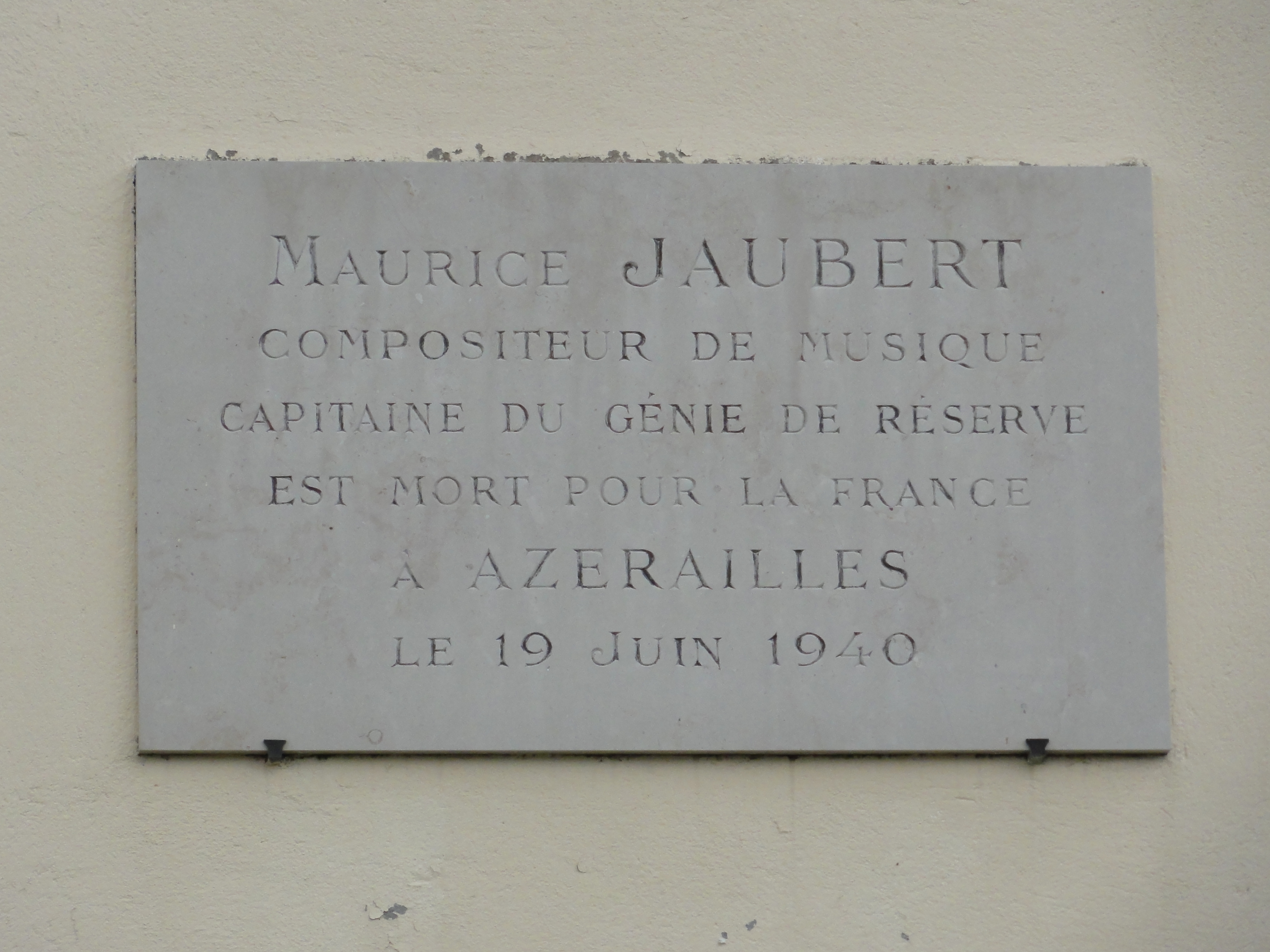
Plaque commémorative de Maurice Jaubert.

### Personnalités liées à la commune
- Le compositeur français Maurice Jaubert (Nice 1900 - Baccarat 1940) a été mortellement blessé à Azerailles en 1940.

### Héraldique, logotype et devise
| Blason | Blasonnement : D'azur à la bande d'or chargée d'un alérion de sable Commentaires : Ce sont les armes de l'ancienne prévôté d'Azerailles, qui comprenait Gélacourt, Glonville et Flin. La prévôté fut supprimée en 1751. L'alérion, aiglon sans bec ni pieds, est un meuble rare qu'on retrouve cependant dans l'écu de Lorraine. |